# Kbely (tvrz)
Tvrz ve Kbelích je zaniklé panské sídlo v Praze 9, jehož lokace není známá.

## Historie
První písemný doklad o vsi Kbely pochází z roku 1130, kdy kníže Soběslav daroval ves vyšehradské kapitule.
Jeden ze zdejších statků byl však v rukou vladyků. Ve druhé polovině 14. století měl tento dvůr v držení vladyka Mikuláš Litoměřický. Roku 1386 jej získal pražský měšťan Augustin a k tomuto roku je poprvé připomínána tvrz. Po něm roku 1395 měl dvůr s tvrzí v majetku vladyka Mareš ze Kbel a v polovině 15. století jej držel Martin Mejsnár z Lužné.
Koncem 16. století se o ves Kbely dělilo několik vlastníků. Mezi ně patřili také bratři Jáchym mladší, Michal a Albrecht Slavatové z Chlumu a Košumberka. Jáchym s Michalem odešli po prohrané bitvě na Bílé Hoře s králem Fridrichem do emigrace. Společně s bratrem Albrechtem prodali roku 1628 dvůr s tvrzí a ves Anně Zuzaně Slavatové z Rappachu, ale jejich podíl byl zkonfiskován.
Tvrz zanikla během třicetileté války.